# Wiedlisbach
Wiedlisbach is een gemeente en plaats in het Zwitserse kanton Bern, en maakt deel uit van het district Oberaargau an der Aare.
Wiedlisbach telt 2.181 inwoners.